# Aniptodera chesapeakensis
Aniptodera chesapeakensis är en svampart som beskrevs av Shearer & M.A. Mill. 1977. Aniptodera chesapeakensis ingår i släktet Aniptodera och familjen Halosphaeriaceae.   Inga underarter finns listade i Catalogue of Life.